# Архангельське (Сосновський район)
Архангельське (рос. Архангельское) — село у Сосновському районі Челябінської області Російської Федерації.
Входить до складу муніципального утворення Архангельське сільське поселення. Населення становить 919 осіб (2017).

## Історія
Від січня 1924 року належить до Сосновського району Челябінської області (спочатку Челябінського району).
Згідно із законом від 9 липня 2004 року органом місцевого самоврядування є Архангельське сільське поселення.

## Населення
| 2002 | 2010 | 2011 | 2012 | 2013 | 2014 | 2015 |
| ---- | ---- | ---- | ---- | ---- | ---- | ---- |
| 879  | ↗904 | ↗906 | ↗928 | ↘914 | ↗921 | ↘917 |
| 2016 | 2017 |      |      |      |      |      |
| ↗931 | ↘919 |      |      |      |      |      |